# Croada prussiana
La croada prussiana va ser un seguit de batalles del segle xiii organitzades per l'Església Catòlica Romana i comandades pels cavallers de l'Orde Teutònic per cristianitzar els pagans prussians del Bàltic. Els prínceps polonesos, després de campanyes fallides, invitaren els cavallers teutons a lluitar contra els bàltics l'any 1230. A finals del segle, havent sufocat diverses revoltes prussianes, els teutons establiren el control sobre Prússia i administraren el territori mitjançant la creació d'un estat propi, l'Estat Teutònic.

## Primeres missions
Wulfstan de Hedeby, viatjant al servei d'Alfred de Wessex, descriví els prussians com una nació forta i independent que vivien del comerç marítim i de la ramaderia. Mieceslau, cap dels polans volia ampliar els seus dominis i conquerí les terres des la desembocadura de l'Òder fins a Prússia. Boleslau el Valent, fill de Miecislau, encara engrandí més el reialme i feu servir el bisbe Adalbert de Praga per al seu objectiu de conquerir les terres dels prussians l'any 997, però el missioner morí a mans dels pagans. Bru de Querfurt continuà la tasca missionera, però també el van matar l'any 1009. Boleslau continuà annexant els territoris de la rodalia i el 1015 devastà grans parts de Prússia que s'hi oposaven.
Els polonesos feren la guerra contra els seus veïns: els prussians, els sudovis i els wends durant els dos segles següents. Mentre que els polonesos cercaven la conversió dels prussians i el control de les seves terres, els prussians es dedicaven a fer atacs per fer captius i vendre'ls com a esclaus en els territoris fronterers de Cúlmerland i Masòvia. Molts prussians acceptaren simbòlicament el baptisme, però tornaren a les seves creences paganes tan bon punt acabaren les hostilitats. El duc Enric de Sandomierz morí mentre lluitava contra els prussians el 1166. Boleslau IV de Polònia i Casimir II portaren a Prússia un nombrós exèrcit cadascun; el de Boleslau fou derrotat en una escaramussa, però Casimir aconseguí imposar la pau fins a la seva mort el 1194. El rei Valdemar II de Dinamarca donà suport a les expedicions contra la península de Sàmbia fins que aquest territori fou conquerit pel comte Enric de Schwerin, el 1223.
El 1206, el bisbe Cristian d'Oliva, amb el suport del rei de Dinamarca i els ducs de Polònia, foren rebuts millor que no s'esperaven en Cúlmerland, que havia estat l'escenari de guerra. Això engrescà el bisbe, que viatjà a Roma per preparar una missió més ambiciosa. Tanmateix, quan tornà a Chełmno el 1215, trobà que aquesta vegada els prussians li eren hostils, possiblement indignats per les accions dels Germans Livonians de l'Espasa o per por d'una expansió polonesa. Els prussians pagans envaïren Cúlmerland, Masòvia i Pomerèlia, assetjaren Chełmno i Lubawa, i forçaren els conversos a tornar a les antigues creences paganes.
Per mor de la creixent intensitat dels atacs, el papa Honori III envià una butlla al bisbe Cristian el març del 1217 amb què li donava permís per predicar una croada contra els prussians. L'any següent els «pagans» van atacar una altra vegada Cúlmerland i Masòvia, i van pillar unes tres-cents esglésies i catedrals. El duc Conrad I de Masòvia reeixí en expulsar els prussians, mitjançant el pagament d'un quantiós tribut, cosa que encara va encoratjar més els prussians.

## Inici de la croada
Honori III envià com a legat l'arquebisbe de Gniezno, Wincenty I Niałek. Els soldats de la croada, alemanys i polonesos, començaren a aplegar-se a Masòvia el 1219, però la planificació seriosa començà el 1222, amb l'arribada dels caps, com ara el duc Enric de Silèsia, l'arquebisbe Laurentius de Breslau i Laurentius de Lebus. Nombrosos nobles polonesos començaren a prometre el bisbat de Prússia i l'establiment de castells. Els senyors acordaren que l'objectiu principal seria reconstruir les defenses de Cúlmerland, especialment la ciutat de Chełmno, on va ser necessari reconstruir gairebé tota la seva fortalesa. Això no obstant, pel 1223, la majoria dels croats havien abandonat la regió i els prussians aprofitaren per devastar Cúlmerland i Masòvia un altre cop, cosa que forçà el duc Conrad a cercar refugi en el castell de Płock. Els bàltics arribaren fins a Gdańsk, en la regió de Pomerèlia.
El 1225 o el 1228, Conrad i Cristian reclutaren catorze cavallers germànics per formar un orde militar. En primer lloc, els concediren el senyoriu de Cedlitz a Cuiàvia mentre construïen un castell a Dobrin, on establiren la seva seu i el grup fou conegut pel nom Cavallers de Dobrin. Aquests cavallers reeixiren en expulsar els prussians de Cúlmerland, però la majoria moriren en un contraatac. El duc de Pomerània Swientopelk II donà assil als supervivents. L'Orde de Calatrava també rebé unes terres per establir-se a Gdańsk, però els seus membres foren inefectius.

## Invitació dels cavallers teutons
Mentrestant a Roma, Christian d'Oliva havia conegut a Hermann von Salza, gran mestre de l'Orde Teutònic. Amb el permís del duc Conrad de Masòvia i de la noblesa de Masòvia, Cristian invità els cavallers teutons a instal·lar-s'hi per acabar amb le conflicte. Això convenia a Conrad perquè si s'aconseguia l'estabilitat amb els prussians, podria esdevenir gran duc de Polònia. Hermann estava interessat en l'oferiment dels polonesos, però també l'amoïnava poder ajudar l'emperador Frederic II del Sacre Imperi Romanogermànic en la Cinquena Croada. Tenint en compte l'expulsió dels seus cavallers a Barcaság en el Regne d'Hongria, aquesta vegada Hermann demanà més autonomia d'acció i decisions.
Hermann s'entrevistà amb Frederic II a Rímini i li suggerí que amb els prussians subjugats el Sacre Imperi Romanogermànic tindria unes fronteres molt més fàcils de defensar contra els invasors. L'emperador donà la seva aprovació, que deixà per escrit en la Butlla Daurada de Rímini del 1226, en què concedia a l'orde Culmerland i qualsevol altra conquesta que fessin. La missió de convertir els prussians quedava en mans del bisbe Cristian d'Oliva.
Abans d'iniciar la campanya contra els prussians, l'Orde Teutònic signà el Tractat de Kruszwica amb els polonesos el 16 de juny del 1230, el qual confirmava que l'orde rebria Kulmerland i les futures conquestes que fessin, redactat en termes semblants als de la butlla de Rímini. L'existència d'aquest document ha estat posat en dubte pels historiadors, ja que no s'ha conservat i molts historiadors polonesos han fet servir això per deixar sense valor les reclamacions territorials dels cavallers teutons. Tanmateix, els estudis més recents han establert la legitimitat d'aquest tractat. Des del punt de vista del duc Conrad, Chełmno només s'havia de fer servir com a base d'operacions temporal i les futures conquestes havien de quedar sota l'autoritat del duc de Masòvia. En canvi, Hermann von Salza considerava el document com una garantia de l'autonomia de l'orde en totes les adquissicions territorials que fessin, que només tindrien com a superiors l'autoriatat de la Santa Seu i l'emperador romanogermànic. La Nutlla Daurada de Rieti emesa pel papa Gregori IX el 1234 confirmava els termes ja pactats amb l'emperador.
El cronista del segle xiv Peter de Duisburg esmentà onze tribus que habitaven Prússia, cadascuna amb un territori concret: Bàrtia, Cúlmerland (antigament sota control polonès), Galíndia, Nadrúvia, Natàngia, Pogesània, Pomesània, Samland, Esclavònia, Sudòvia, i Vàrmia. Peter calculava que encara que la majoria de les tribus eren capaces d'aplegar una cavalleria d'uns 2000 membres, Samland en podia aplegar 4.000 i uns 40.000 d'infanteria, mentre que Sudòvia tenia 6.000 en cavalleria i «una multitud gairebé incomptable d'altres guerrers.» En contrast, el prussians de Culmerland només podien muntar una petita tropa, ja que havien tingut moltes baixes en els atacs precedents. Galíndia, un territori boscós amb llacs i rius, tenia també una població escassa i no podria aplegar un exèrcit. Els autors moderns estimen que la població total de prussians devia ser d'unes 170.000 persones, inferior a la suggerida per Peter de Duisburg.

## Primeres campanyes dels teutons
En rebre la crida per Cúlmerland el 1230, Hermann envià Conrad von Landsberg amb una petita força de set cavallers acompanyats d'uns 70-100 entre escuders i sergents a Masòvia com a avantguarda. Prengueren possessió de castell de Vogelsang, que havia fet construir Conrad. Aquesta regió al sud del Vístula era relativament segura, amb una població mixta de cristians i pagans. Conrad von Landsberg ordenà un petit atac contra els pagans que vivien a la riba del Vístula. Comandats per Hermann Balk, arribà un reforç de vint cavallers i dos-cents sergents el 1230 quan les obres del castell ja estaven enllestides. Hermann von Salza trobà que no podia gastar més diners ni enviar més homes, ara que les seves bases a Terra Santa també en requerien.
Mentre que les primeres expedicions poloneses havien actuat generalment anant cap a l'est, penetrant en la regió més salvatge, els cavallers teutons se centraren en l'oest establint fortaleses al llarg del Vístula. Efectuaren campanyes anuals; les primeres campanyes estaven compostes per croats polonesos, alemanys i pomerans, més alguns auxiliars de Prússia. Els ducs de Polònia i Pomerània tingueren una col·laboració essencial proveint-los de tropes i de llocs per muntar bases. Molts dels croats seculars tornaven a les seves llars després de cada campanya i deixaven a l'Orde Teutònic la tasca de consolidar les conquestes, muntar guarnicions i construir fortificacions, la majoria de les quals només eren senzilles construccions de fusta. Alguns cavallers seculars polonesos reberen territoris, especialment a Cúlmerland, tot i que la majoria del què es conquerí fou administrat pels teutons. Començaren a arribar colons procedents de l'Imeri Romanogermànic que fundaren una vila gairebé cada any, la majoria de les quals rebé una carta de drets seguint un mateix model anomenat llei de Culm (o llei de Chełmno).
Els croats començaren a fer campanyes contra els seus veïns pomesanis i el seu líder Pipin. Avançant des de Nieszawa amb el suport de Conrad de Masòvia, Hermann Balk prengué el control de Toruń i progressà cap a Rogów. Un capità prussià cristià capturà el castell i el lliurà als croats, els quals destruïren tot seguit el fortí de Quercz o Gurske. El capità desertor preparà un parany per capturar Pipin i així acabà la resistència prussiana a Culmerland. El 1232, els cavallers teutons havien establert o reconstruït les fortalesses de Culm (Chełmno) i Thorn. El papa Gregori IX convocà reforços i arribaren 5.000 veterans comandats pel burgravi de Magdeburg.
L'estiu del 1233, els cavallers comptaven amb un exèrcit de 10.000 membres i establiren una fortalesa a Marienwerder, a Pomesània. Els ducs pomerelis Swantopelk i Sàmbia aportaren un petit exèrcit que s'ocupà d'envair Pogesània durant l'hivern del 1233-1234. Després d'una breu batalla, els pagans pogesanis fugiren pel riu Sirgune, que estava congelat en aquella època, mentre eren perseguits per la cavalleria ducal, i a la batalla se l'anomenà El camp de la mort. La construcció d'una fortalesa a Rehden estabilitzà la frontera oriental de Culmerland el 1234.
El bisbe de Prússia, Christian d'Oliva, reclamà dos terços del territori conquerit i donà un terç al l'Orde Teutònic. El legat papal Guillem de Mòdena arbitrà entre les dues parts i concedí als cavallers dos terços, però en reservà drets per al bisbat. Els teutons també demanaren la incorporació de la petita germandat de l'Orde de Dobrzyń dins la seva pròpia. Conrad de Masòvia s'enfurismà amb aquesta proposta i demanà el retorn de Dobrzyń, a la qual cosa s'hi negaren els cavallers; després d'això el duc Conrad ja no volgué col·laborar amb ells en res. Amb l'aprovació del papa i del bisbe de Płock, aconseguiren l'assimilació de l'Orde de Dobrzyń, que quedà palesa en una butlla del 19 d'abril del 1235 i el disgustat Conrad de Masòvia els hagué de donar el castell de Dobrzyń. El 1237 els teutons incorporaren també la Fraternitat de l'Espasa, que havien estat actuant per Livònia fins que gairebé no en quedaren després de la derrota amb els lituans en la batalla de Saule.
Amb el suport del margravi Enric III de Meissen, el 1236, els croats avançaren cap al nord per les dues ribes del Vístula i forçaren a la submissió molts pomesanis. Tot i que Enric no participà en la campanya del 1237 contra els pogesanis, el margravi aportà als cavallers dues grans embarcacions amb què derrotaren les petites barques emprades per les tribus prussianes. A prop de l'assentament prussià de Truso, els cavallers fundaren la vila d'Elbing amb colons procedents de Lübeck, i també fundaren Christburg per protegir les terres a l'est de Marienwerder.

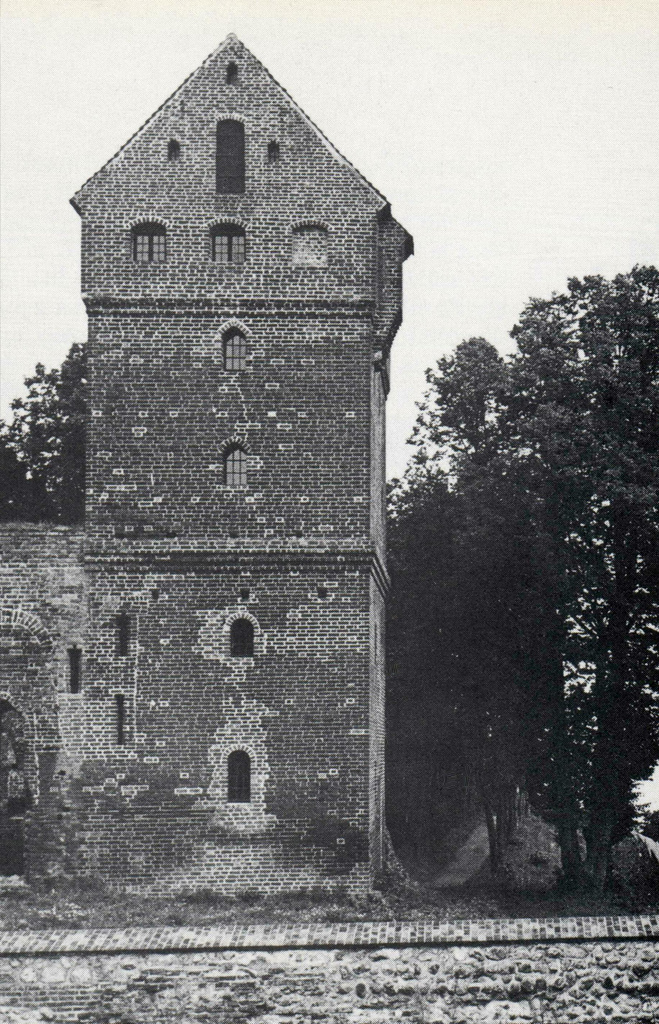
Ruines del castell de Balga, a Vàrmia

En el període del 1238-1240 els teutons van fer campanya contra els bartis, els natangis i els varmis. Una petita tropa de croats fou massacrada quan assetjaven un fortí dels varmis a Honeida, i només se'n salvà el seu cap, Dietrich de Berheim, el qual tornà amb un exèrcit més nombrós. Quan el general dels varmis Kodrune aconsellà a la seva gent rendir-se o convertir-se, els de la guarnició d'Honeida el mataren indignats, però no pogueren evitar que Dietrich capturés el fortí. Al fortí de la llacuna del Vístula li canviaren de nom pel de Balga quan el reconstruïren el 1239 per protegir els territoris de l'orde a Vàrmia. Hi hagué un contraatac prussià per fer-se'n amb aquest fortí, que fallà, i el cap dels prussians anomenat Piopso morí. Els reforços enviats pel duc Oto I Brunswick-Lüneburg, durant la nova estació, consolidaren el control teutònic sobre Natàngia i Bàrtia.
En una butlla de l'1 d'octubre del 1243, el papa Innocenci IV i Guillem de Mòdena dividiren Prússia en quatre diòcesis: Culm, Pomesània, Vàrmia i Samland, tot i que el territori de la darrera encara no s'havia acabat de conquerir.

## Primera revolta prussiana (1242–1249)

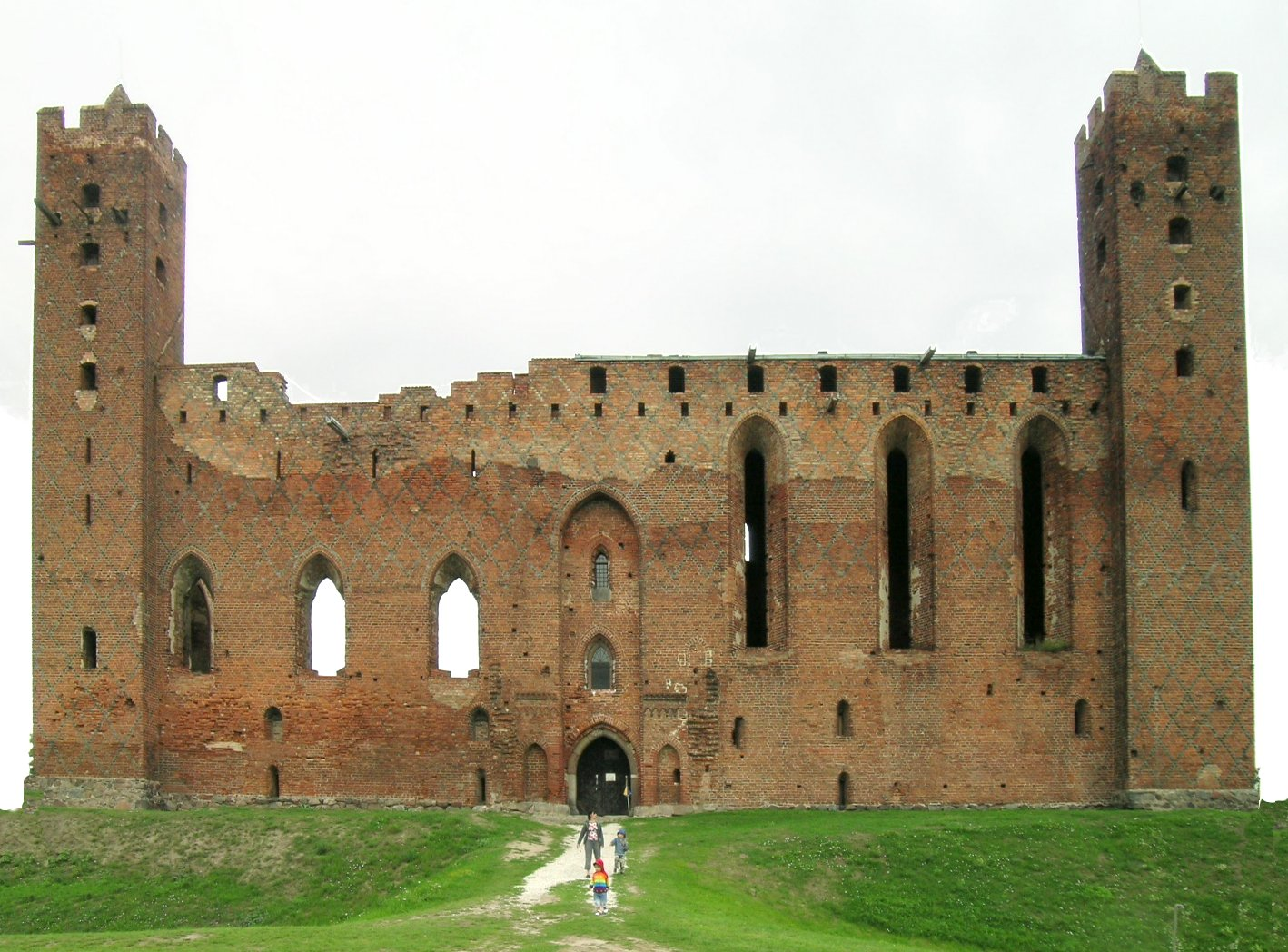
El caastell teutó de Rehden (actual Radzyń Chełmiński), fou un dels cinc castells no capturats pels prussians.

L'avanç dels cavallers teutons per Prússia es veié alentit per l'esclat de la primera revolta prussiana el 1242. Alarmats per la ràpida expansió dels croats, el duc Swietopelk II de Pomerània, que era cristià s'alià amb els prussians dels territoris conquerits i els dotà d'armes per fer una rebel·lió contra els croats. La capacitat de resistir dels teutons s'afeblí, ja que arribaren pocs reforços alemanys i els prínceps polonesos estaven enfeinats en lluites internes.

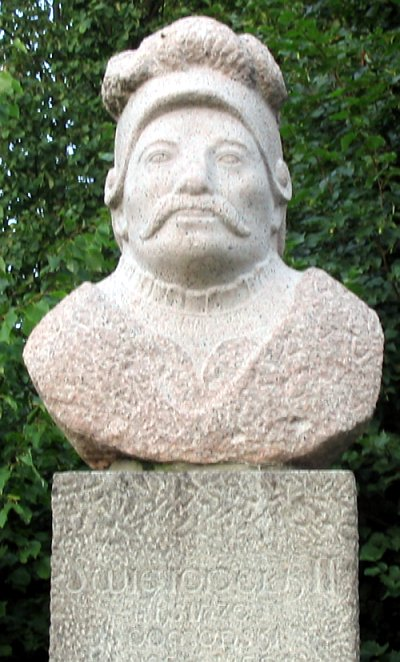
Estàtua de Swietopelk II de Pomerània, en un parc al barri d'Oliwa (Gdansk).

La cavalleria dels croats i els arquers resultaven efectius en terreny pla, però els prussians tenien més experiència i capacitat de maniobra en petites escaramusses en terrenys boscosos. Les tropes prussianes i pomeranes capturaren la majoria dels castells dels teutons i els derrotaren a Rensen el 1244, però no tingueren prou capacitat de setge per fer-los fora definitivament. Els teutons empraren la política i la diplomàcia per dividir l'enemic separant Swietopelk dels prussians. Els polonesos volien el territori del príncep dels pomerelis al llarg del Vístula, mentre que el legat papal, el futur papa Urbà IV, volia que els cristians dirigissin les seves energies contra els pagans en comptes d'entre ells. Swietopelk deixà de donar suport als prussians el 1248 i llavors la majoria optà per signar un acord, el Tractat de Christburg, el febrer del 1249. Aquest tractat concedia drets civils i considerable autonomia als nadius conversos al cristianisme. Mentre que la majoria de les tribus seguiren els termes acordats al tractat, la revolta continuà de manera intermitent fins al 1253, i els natangis gairebé derrotaren els teutons a Krücken el novembre del 1249.

## Conquesta de Sàmbia

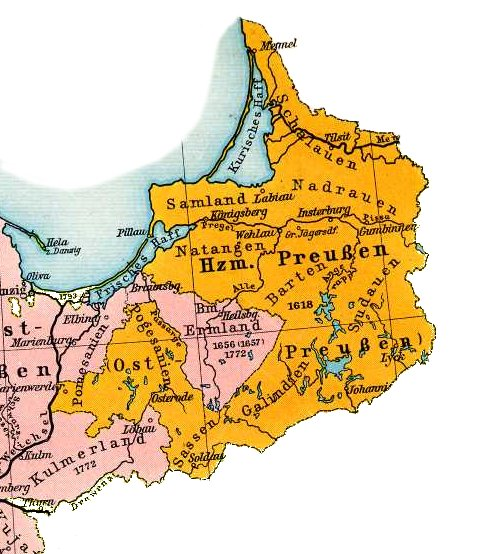
La península de Sàmbia o Samland en un mapa del.

Quan els prussians occidentats foren pacificats a començaments de la dècada del 1250, els cavallers teutons continuaren avançant cap al nord i l'est, i el següent territori que conquerieren fou el dels sambis, dit Sàmbia o Samland, que estva força poblat. El cavaller Heinrich Stango de Christburg encapçalà un exèrcit vorejant la llacuna del Vístula el 1252, amb la intenció d'atacar Romuva. Els sambis derrotaren els croats en una batalla, en què Stango morí. Per substituir els soldats morts, el papa i el gran mestre Poppo von Osterna, predicaren la croada contra els sambis. El 1253 Poppo i el mestre provincial, Dietrich von Grüningen, juntament amb el margravi de Meissen, reduïren els rebels galinds, però no els castigaren severament; als cavallers teutons els amoïnava que els prussians volguessin unir-se a Polònia si els tractaven amb duresa. Amb les tribus rebels pacificades, el papa Innoceci IV envià frares dominics a predicar per la croada, i l'Orde Teutònic envià ambaixades als reis d'Hongria i Bohèmia i als prínceps del Sacre Imperi Romanogermànic perquè s'hi impliquessin. Mentre els cavallers teutons esperaven l'arribada dels croats a Prússia, la branca livoniana fundà el castell de Memel a la vora de la llacuna de Curlàndia per evitar que els samogitis anessin en suport dels sambis.
L'exèrcit croat, de 60.000 soldats, estava compost per bohemis i austríacs, comandats pel rei Ottokar II de Bohèmia, i per moravis comandats pel bisbe Bruno d'Olmütz, i per saxons comandats pel margravi Otó III de Brandenburg, més un contingent comandat per Rodolf I d'Alemanya. Els sambis foren derrotats en la batalla de Rudau, la guarnició del fortí es rendí ràpidament i acceptà de ser batejats. Els croats llavors marxaren contra Quedenau, Waldau, Caimen, i Tapiau; els sambis que acceptaven el bateig eren tractats amb consideració, però amb els que se'n resistien no hi hagué pietat. Samland fou conquerida el gener del 1255 en una campanya que durà menys d'un mes. A prop de l'assentament pagà de Tvangste, els cavallers teutons fundaren Königsberg (literalment "La Muntanya del Rei"), ciutat anomenada així en honor del rei de Bohèmia. A prop d'allà també fundaren Braunsberg (Muntanya Bruna), possiblement en reconeixement de Bruno d'Olmütz o potser Bruno de Querfurt. També construïren el castell de Wehlau (Znamensk) en la confluència dels rius Alle i Pregel, per vigilar possibles atacs dels pagans sudovis, nadrovis i escalovis als prussians cristians i als colons alemanys de Samland. A un cap dels sambis anomenat Thirsko, i el seu fill Maidelo se'ls confià l'administració de Wehlau. Amb l'ajut de lleves de sambis conversos, els cavallers teutons avançaren per Natàngia i capturaren les fortaleses de Capostete i Ocktolite, situades a prop de Wohnsdorf. El cap dels natangis, Godecko i els seus dos fills moriren en el combat.

## El gran alçament prussià (1260–1274)

Mapa amb les batalles del segon alçament prussià.

L'Orde Livonià estigué batallant per Samogítia, que era un territori del nord-est dels prussians. Als pagans saamogitis se'ls donà una treva de dos anys el 1259, durant la qual els cristians esperaven que els pagans acceptarien el cristianisme de bona gana. El 1259 els samogitis decidiren mantenir la seva independència pagana. i derotaren als de l'Orde Livonià en la batalla de Skuodas, i l'any següent en la batalla de Durbe. La victòria dels pagans inspirà els prussians a tornar-se a rebel·lar, i així començà el segon alçament prussià el 1260. En la ment dels pobles indígenes, les seves victòries eren la prova que demostrava que els seus déus eren els veritables.
Malgrat els guanys territorials a Prússia, l'èmfasi primer dels teutons eren les croades a Terra Santa i per això els arribaven pocs reforços a les campanyes del Bàltic. El prínceps alemanys de l'Imperi Romanogermànic estaven enfeinats en la guerra de successió i també enviaven pocs reforços per temporada; els primers reforços foren derrotats a Pokarwis el 1261. L'orde tenia la majoria dels castells prussian destruïts a començaments de la dècada del 1260. D'altra banda, els pagans atacaren també Livònia, Polònia i Volínia.
Els croats començaren a frenar l'alçament amb l'ajut del duc Albert I de Brunswick-Lüneburg i el margravi Enric III de Turíngia, el 1265. Durant l'any següent els marcgravis Otó III i Joan I de Brandenburg enviaren tropes i construïren el castell de Brandenburg en reconeixement. El rei Ottokar II de Bohèmia tornà a lluitar en Prússia durant el 1267-1268, però hagué d'abandonar a causa del mal temps. El marcgravi Dietrich II de Meissen també s'uní a la croada durant el 1272. De mica en mica els croats mataren o forçaren els rebels a la conversió.
Com a resultat de l'alçament, molts prussians perderen alguns drets concedits en el Tractat de Christburg i foren reduïts a la categoria de serfs. Nombrosos prussians fugiren cap al Gran Ducat de Lituània o cap a Sudòvia, mentre que altres foren traslladats pels croats a altres territoris. Els caps tribals que romangueren a Prússia esdevingueren vassalls del cavallers teutons, els quals hagueren de refer els castells amb pedra o maons.

## Darreres batalles
Tot i que els cavallers teutons perderen força durant l'alçament, encara engegaren campanyes en la fontera més oriental. Els bartis, els natangis i els varmis s'havien convertit al cristianisme, però els sudovis i els lituans, que estaven més a l'est, romanien pagans. Comandats per Skalmantas durant el gran alçament, els sudovis assaltaren Bartenstein a Bàrtia, que era al centre de la frontera. Indefensos contra les sudovis, els natangis i els bartis s'aliaren amb els teutons per estar millor protegits, encara que poca assistència els podien donar al començament. Els clans cristians dels natangis s'uniren el 1274 i mataren 2.000 dels atacants sudovis; el gran mestre Anno von Sangerhausen reclutà soldats a Turíngia i a Meissen per recuperar el domini de Natàngia.
El successor d'Anno, Hartmann von Heldrungen, demanà al mestre provincial de Prússia, Conrad von Thierberg el Vell, la col·laboració per atacar el territori més enllà de Königsberg a laltra banda del riu que separava els sudovis dels nadrovis. Theodoric de Samland i la seva milícia assaltaren dos fortins vora el riu i capturaren un gran botí. Theodoric comandà una altra expedició acompanyat pels cavallers teutons, 150 sergents i infanteria prussiana contra un altre fortí nadrovià. Encara que els nadius es volgueren rendir quan col·locaren les escales de setge, la majoria dels guerrers foren passats per l'espasa dels croats i només en sobrevisqueren uns pocs. Després Conrad menà els cavallers més enllà de les fortalesses frontereres per assaltar el nucli principal nadrovià a Kaminiswike, que estava defensat per 200 guerrers. Molts dels nadius moriren durant l'atac, els clans nadrovians acabaren rendint-se poc després i esdevingueren els seus auxiliars en altres batalles.
Llavors els cavallers teutons empraren Nadròvia i Memel com a bases per conquerir Esclavònia, situada a la part baixa del riu Memel. Un cop assolida Esclavònia, s'emprà com a base per batallar contra Samogítia, que separava els territoris dels teutons de Prússia dels territoris de teutons de Livònia. Per l'amenaça que això suposava, els lituans ajudaren als pagans d'Esclavònia i iniciaren atacs ràpids a les fronteres per distreure les forces enemigues. Atès que els pagans es defensaven amb facilitat quan estaven als boscos, els teutons es limitaren a recórrer el Memel amunt fins al fortí pagà de Ragnit. Theodoric de Samland comandà 1.000 homes durant l'assalt. L'artilleria forçà els defensors a allunyar-se de les muralles, cosa que permeté els croats muntar amb escales mòbils i massacrar molts de l'interior. Theodoric també capturà Romige, situat a l'altra banda del Memel. Els esclavonis se'n venjaren saquejant Labiau, a prop de Königsberg. Conrad von Thierberg escalà el conflicte enviat un gran atac contra Esclavònia. Nicolau von Jeroschin que escriví sobre aquesta croada, diu que hi hagueren moltes morts i també presos. Quan els guerrers esclavonis anaren a alliberar els captius, Conrad els derrotà en una emboscada en què morí el seu líder, anomenat Steinegele. Molts dels nobles esclavonis es rendiren ràpidament als cavallers després de la batalla.
Els cavallers teutons planejaven marxar contra Samogítia en haver conquerit Esclavònia, però l'esclat d'una altra revolta engegada per Skalmantas dels sudovis endarrerí la campanya. El 1276-1277 els sudovins i els lituans atacaren Culmerland i cremaren assentaments situats a prop dels castells de Rehden, Marienwerder, Zantir i Christburg. Theodoric de Samland convencé els sambis de no rebel·lar-se, i els natangis i els varmins els imitaren. Conrad von Thierberg el Vell comandà 1.500 homes cap a Kimenau l'estiu del 1277 i derrotà un exèrcit de 3.000 sudovis a prop del bosc de Winse. Molts pogesans fugiren cap a les terres dels lituans i s'establiren a Gardinas, mentre que els que romangueren a Prússia foren deportats pels croats, probablement a prop de Marienburg. Aquest nou castell, construït amb maons per substituir el de Zantir, servia de protecció per futures rebel·lions en el territori entre Elbing i Christburg. Les tribus de la Prússia central es rendiren als croats vers el 1277.
Els croats i els sudovis s'embolicaren en una guerrilla, un tipus d'enfrontament al qual eren proclivis els sudovis. Tanmateix, no tenien el nombre suficient de soldats per poder enfrentar-se als alemanys, polonesos i volinis, i, de mica en mica, la noblesa s'anà rendint. El mariscal Conrad von Thierberg el Jove atacà Pokima i capturà gran quantitat de ramat, cavalls i persones. Després emboscà una tropa de 3.000 soldats sudovis, i només moriren sis cristians. El 1280 els sudovis i els lituans envaïren Samland, però els cavallers teutons havien fortificat els castells i privaren els atacants de provisions. Mentre els pagans estaven a Samland, Komtur Ulrich Bayer de Tapiau comandà un devastador contraatac per Sudovia. El príncep polonès Leszel el Negre aconseguí dues victòries importants sobre els pagans, que asseguraren la frontera polonesa i Skalmantas fugí de Sudòvia en direcció a Lituània.
L'estiu del 1283, Conrad von Thierberg el Jove fou nomenat mestre provincial de Prússia i menà un gran exèrcit cap a Sudòvia, on trobà poca resistència. El cavaller Ludwig von Liebenzell, que havia estat captiu dels sudovis, negocià la rendició de 1.600 sudovis i del seu líder Katingerde, que fou deportat a Sàmbia. Molts dels romanents sudovis foren traslladats a Pogesània i a Sàmbia; Skalmantas fou perdonat i se li permeté establir-se a Balga. Sudòvia quedà despoblada i esdevingué un territori de ningú entre Prússia, Masòvia i Volhynia, que els allunyava dels possibles agressors lituans. Els prussians efectuaren revoltes de curta durada l'any 1286 i el 1295, però els croats tenien fermament controlades les tribus a finals del segle xiii.
La població prussiana conservà moltes de les tradicions i manera de vida, especialment després del Tractat de Christburg que protegia els drets dels conversos. Els alçaments prussians portaren a que els croats s'esforcessin encara més en l'aplicació d'aquests drets, això no obstant, el procés cap a la veritable conversió fou lent. Després que els prussians foren militarment derrotats en la segona meitat del segle xiii, s'adaptaren gradualment al cristianisme mitjançant l'establiment d'un estat monàstic per part dels teutons. Amb la caiguda d'Acre i la pau establerta a Prússia, l'Orde Teutònic es focalitzà en cristianitzar Pomerèlia, que separava Prússia de la imperial Pomerània, i de la pagana Lituània.